# اریک مولر (قایقران روئینگ)
اریک مولر (انگلیسی: Eric Mueller؛ زادهٔ ۶ نوامبر ۱۹۷۰) قایقران روئینگ اهل ایالات متحده آمریکا بود.
وی در مسابقات کشوری و بین‌المللی در مجموع برندهٔ ۱ مدال نقره شده‌است.